# Andreas Vilberg
Andreas Vilberg (* 14. November 1985 in Bærum) ist ein ehemaliger norwegischer Skispringer und heutiger Skisprungtrainer.

## Werdegang
Vilberg startete im Januar 2002 in Lauscha erstmals im Skisprung-Continental-Cup (COC). In den folgenden Jahren startete er nur bei in Norwegen stattfindenden COC- und FIS-Cup-Springen. Nachdem er im März 2006 bei den in Oslo und Lillehammer stattfindenden Weltcup-Springen erstmals bei erstklassigen Wettbewerben gestartet war, nahm er an den COC-Sommerspringen 2006 durchgehend teil. Dort konnte er gute Ergebnisse erringen und am Saisonende den siebten Platz in der Gesamtwertung belegen. Im Winter 2006/07, in dem er wieder im COC startete, konnte er aber an die gute Sommerform nicht anknüpfen und belegte nur mittelmäßige Platzierungen. Obwohl er auch bei den COC-Sommerspringen 2007 nur mäßige Leistungen zeigte, wurde er bei mehreren Springen des Sommer Grand Prix eingesetzt, verpasste dort jedoch stets dem zweiten Durchgang. Nachdem er beim Saisonauftakt des Winter-Continental Cups 2007/08 in Pragelato mit einem siebten Platz wieder ein Resultat unter den besten Zehn erreichen konnte, wurde er eine Woche später beim Weltcup in Trondheim eingesetzt. Dort konnte er sich mit einem 18. und einem 25. Platz erstmals in den Punkterängen platzieren. Im weiteren Saisonverlauf bekam er noch mehrere Weltcupeinsätze, sprang aber auch im Continental Cup stark und konnte dort am 22. Dezember 2007 in Garmisch-Partenkirchen seinen ersten Sieg feiern. Bei den COC-Sommerspringen 2008 konnte er ebenfalls überzeugen und am 14. September in Lillehammer ein weiteres Springen gewinnen. Danach konnte Vilberg jedoch nicht mehr an diese Leistungen anknüpfen. In den nächsten beiden Jahren startete er ausschließlich im Continental Cup, die Saison 2010/11 wurde er nur noch national eingesetzt.
Nach diesen drei erfolglosen Jahren gab er Ende Mai 2011 bekannt, seine Karriere zu beenden und kündigte an, ab der Saison 2011/12 in der Materialabteilung des norwegischen Teams zu arbeiten. Zur Saison 2014/15 übernahm Vilberg das Amt des Co-Trainers der norwegischen Nationalmannschaft.

## Statistik

### Weltcup-Platzierungen
| Saison  | Platz | Punkte |
| ------- | ----- | ------ |
| 2007/08 | 53.   | 26     |